# Andreas Augustin

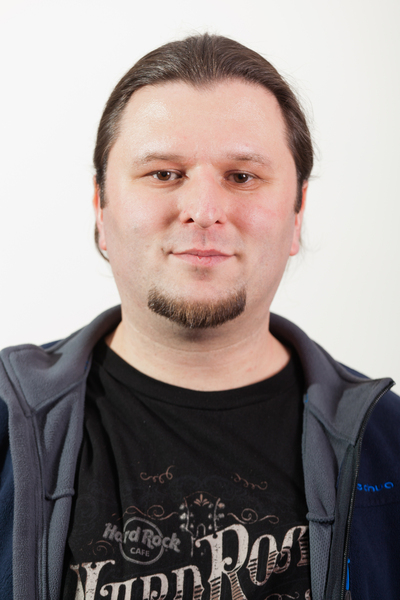
Andreas Augustin

Andreas Augustin (* 30. September 1979 in Saarbrücken) ist ein deutscher Politiker der Piratenpartei und war von 2012 bis 2017 Abgeordneter im Landtag des Saarlandes.

## Werdegang
Augustin ist Informatiker und arbeitete vor seiner Wahl in den Landtag als Systemadministrator für die Firma Absint Angewandte Informatik GmbH in Saarbrücken.

## Politische Arbeit
Am 26. Juni 2009 trat Andreas Augustin in die Piratenpartei ein, wurde am 30. Oktober 2009 zum Schatzmeister im Landesverband Saarland gewählt und in diesem Amt 2010 und 2011 bestätigt. Bei der Landtagswahl im Saarland am 25. März 2012 wurde Augustin auf Platz 1 des Kreiswahlvorschlags Saarbrücken in den Landtag des Saarlandes gewählt. Dort war er Vorsitzender des Ausschusses für Datenschutz und Informationsfreiheit. Außerdem war er vertreten im Ausschuss für Eingaben sowie Haushalt und Finanzfragen. bei der Landtagswahl im Saarland 2017 kandidierte er nicht mehr und schied dementsprechend aus dem Landtag aus.

## Privatleben
Andreas Augustin lebt in Altenkessel bei Saarbrücken.